# Erica viridimontana
Erica viridimontana är en ljungväxtart. Erica viridimontana ingår i släktet klockljungssläktet, och familjen ljungväxter.

## Underarter
Arten delas in i följande underarter:
- E. v. nivicola
- E. v. viridimontana